# World Championship Soccer
World Championship Soccer (ワールドカップサッカー), i Europa känt som World Cup Italia '90, blev i september 1989 ett av de första spelen till Sega Mega Drive att släppas i Nordamerika. Spelet är ett fotbollsspel baserat på VM 1990 i Italien, och innehåller 24 olika landslag att välja mellan.
Spelet porterades av Elite Systems till DOS, Amiga, Atari ST, C64 och ZX Spectrum. Spelet bytte senare namn till Sega Soccer då det släpptes på samlingen Mega 6.

## Landslag
När spelet släpptes kvar hade alla kvalmatcherna ännu inte spelats. Därför skiljer sig lagen i spelet något från de lag som i verkligheten deltog i turneringen.
| - USA - Mexiko - Peru - Brasilien - Argentina - Uruguay | - Marocko - Algeriet - England - Skottland - Italien - Frankrike | - Spanien - Nederländerna - Danmark - Belgien - Ungern - Jugoslavien | - Polen - Sovjetunionen - Västtyskland - Kina - Japan - Sydkorea |

### Fotnoter
1. ↑  World Championship Soccer – Mobygames